# Championnats du monde de tir à l'arc 1959
Navigation
Édition précédente Édition suivante
Les championnats du monde de tir à l'arc 1959 sont une compétition sportive de tir à l'arc organisés en 1959 à Stockholm, en Suède. Il s'agit de la vingtième édition des championnats du monde de tir à l'arc.